# 塞巴斯蒂安·乔文科
塞巴斯蒂安·吉奥文科（義大利語：Sebastian Giovinco，1987年1月26日—），意大利已退役足球运动员，司职進攻中场。

## 生平

### 早期
基奧雲高出生於意大利北部的都靈，他的父母來自意大利南部，母親來自卡拉布里亞的卡坦扎羅，父親來自西西里的巴勒摩。14歲時，基奧雲高的天分吸引了意大利豪門球隊祖雲達斯的注意，於2001年把他吸納入其青訓系統。

### 祖雲達斯
祖雲達斯2007年在意乙作賽時，年輕球員得到不少上陣機會，基奧雲高因此受惠。他開始獲一隊上陣機會，2007年5月12日對博洛尼亞的意乙聯賽中，基奧雲高首度代表祖雲達斯上陣，後備入替柏拿甸奴，表現出色。
2007年7月4日，基奧雲高被外借至意甲球隊恩波利，2007年9月30日基奧雲高射入他的首個意甲進球，助恩波利以3-1擊敗巴勒莫。

### 帕爾馬
2010–2011賽季基奧雲高外借至帕爾馬。2011–2012賽季尤文圖斯和帕爾馬雙方簽署，在本賽季結束後帕爾馬可以選擇購買50％的球員的轉會權。基奧雲高轉投帕爾馬後， 當季攻入15個進球和11次助攻。

### 祖雲達斯
2012年6月21日，尤文圖斯宣布已經從帕爾馬以1100萬歐元購買並收回了另外50％的轉讓權，基奧雲高和尤文圖斯簽下3年合約。

### 多倫多FC
2014年冬天，由於苦無上陣機會，他決定離開尤文圖斯，加盟美職聯的多倫多FC。2015年11月，基奧雲高在美職常規賽中出場33次，攻入22粒入球並取得了16次助攻。榮膺美職聯最佳新援，大聯盟MVP這一最高個人獎項。基奧雲高創造了大聯盟的紀錄，成為首位在單個賽季同時達到入球20+和助攻10+的球員，除了獲得最佳新人獎，基奧雲高還入選了大聯盟2015年度最佳陣容。

### 希拉尔
2019年1月30日，多伦多将乔文科卖给了沙特阿拉伯的阿尔希拉尔俱乐部，费用未透露。2019年2月12日，乔文科在俱乐部的首秀即进球。4月23日，他在主场1-0战胜德黑兰独立的比赛中打进了他的第一个亚冠联赛进球，也是唯一的进球。他是目前职业生涯中在三个不同的俱乐部大陆比赛中（欧冠联赛、CONCACAF冠军联赛和亚足联冠军联赛）进球的极少数球员之一。

### 桑普多利亚
2022年1月，乔文科加入了前俱乐部多伦多FC的训练营。然而，2022年2月8日，乔文科与桑普多利亚签约，短期合同至6月底，作为受伤的马诺洛·加比亚迪尼的替补。

## 國家隊
基奧雲高入選意大利國奧隊參加北京奧運，在小組賽首輪比賽中，他憑一球遠射協助意大利以3-0擊敗洪都拉斯，這也是本屆奧運會男子足球比賽的首粒進球，2009年代表義大利出征歐洲U21錦標賽。
2011年2月9日，他在与德国队的友谊赛中首次代表意大利队出场。